# Hoplolabis subalpina
Hoplolabis subalpina är en tvåvingeart som först beskrevs av Bangerter 1947.  Hoplolabis subalpina ingår i släktet Hoplolabis och familjen småharkrankar. Arten är reproducerande i Sverige. Inga underarter finns listade i Catalogue of Life.